# Eva Schute
Eva Schute (* 4. Januar 1964 in Emstek) ist eine ehemalige deutsche Fußballspielerin.

## Karriere

### Vereine
Schute spielte von 1979 bis 1985 als Linksaußen für den VfL Wittekind Wildeshausen. Mit dem VfL erreichte sie am 1. Mai 1982 das DFB-Pokalfinale, welches mit 0:3 gegen die SSG 09 Bergisch Gladbach verloren wurde. Von 1986 bis 1988 spielte Schute noch für die SSG Bergisch Gladbach. Mit Bergisch Gladbach gewann Schute die Deutsche Meisterschaft 1988 nach einem 5:4-Sieg im Elfmeterschießen gegen den KBC Duisburg.

### Nationalmannschaft
Sie bestritt im Jahr 1984 vier Länderspiele für die A-Nationalmannschaft und debütierte am 2. Mai in Helmstedt bei der 1:4-Niederlage im Testspiel gegen die Nationalmannschaft Norwegens mit Einwechslung für Karin Danner ab der 41. Minute. Ihren letzten Einsatz als Nationalspielerin hatte sie am 26. August in Jesolo bei der 1:3-Niederlage gegen die Nationalmannschaft Italiens mit Einwechslung für Rosi Eichenlaub in der 41. Minute.

## Erfolge
SSG 09 Bergisch Gladbach
- Deutscher Meister 1988

VfL Wittekind Wildeshausen
- DFB-Pokal-Finalist 1982
- Niedersachsenmeister 1980, 1981, 1983, 1985
- Niedersachsenpokal-Sieger 1981, 1982, 1984